# Кулыколь (озеро)
Кулыколь (каз. Қулыкөл) — горько-солёное озеро в Камыстинском районе Костанайской области Казахстана. Расположено примерно в 6 км к западу от села Талдыколь. Входит в Кулыколь-Талдыкольскую систему озёр. Название Кулыколь переводится с казахского как лебединое озеро.
Площадь поверхности озера составляет 33 км². Наибольшая длина озера — 10 км, наибольшая ширина — 5 км. Длина береговой линии составляет 35 км. Озеро расположено на высоте 246 м над уровнем моря.
Озеро играет большую роль как место гнездования, миграции и линьки водоплавающих и водно-болотных видов птиц.
В 2009 году Кулыколь-Талдыкольская система озёр была включена в перечень водно-болотных угодий международного значения подпадающих по действие Рамсарской конвенции.